# Lukas Meister
Florian Christopher Lukas Meister (* 16. April 1986 in Müllheim), aufgewachsen in Heitersheim, ist ein deutscher Singer-Songwriter, Musiker und Texter.

## Werdegang
In seiner Jugend erhielt Meister Klavierunterricht, ehe er sich autodidaktisch E-Bass und Gitarre beibrachte. Es entstanden eigene Kompositionen und Texte, die u. a. mit der Schülerband Flapjack aufgeführt wurden. Nach dem Abitur studierte er Musikwissenschaft, Germanistik und Italienisch.
Von 2007 bis 2011 spielte er unter dem Pseudonym „Flowmeister“ als Bassist und Komponist in der Hiphop-Formation RockRainer. Nach Solo-Auftritten 2012 nahm er am Finale beim Stuttgarter Troubadour-Wettbewerb (2. Platz) und dem Chansonpreis in der Sulzbacher Salzmühle (2. Platz) teil.
Im Februar 2013 meldete er bei sich bei der Berliner Show TV Noir als Überraschungsgast. Dieser Auftritt sorgt zusammen mit einem Gastspiel auf RTL für eine wachsende Bekanntheit.
2013 nahm er unter Mitarbeit befreundeter Musiker das erste Album auf, das im September 2013 unter dem Namen Wanderjahre auf dem Independent-Label Rummelplatzmusik erschien. Es folgten Konzerte und Radio-Interviews bei Fritz, SR3 und Tourneen als Solo-Künstler und mit Bands in verschiedenen Besetzungen.
Im Frühjahr 2014 strahlte BR3 ein 30-minütiges Interview mit Lukas Meister aus. Im Februar 2015 eröffnet er zusammen mit der israelischen Band LFNT die Reihe Blackbird-Studiosessions. Aus der Akustik-Session wurden im April 2015 zwei Videos veröffentlicht. Im gleichen Monat erschien eine Sondersendung des Formats „Herbstgewitter“, in der Lukas Meister seine deutschsprachige Lieblingsmusik präsentierte.
Nach dem Ende seines Studiums, das er mit dem ersten Staatsexamen beendete, zog er 2014 nach Berlin, wo er im Sommer 2015 sein zweites Album Gold·Zeit·Raketen aufnahm, das im Frühjahr 2016 erschien. Von 2017 bis 2019 begleitete er die Liedermacherin Sarah Lesch auf ihren Tourneen. Er spielte unter anderem Keyboard, Klavier, Kontrabass, Mundharmonika und Akkordeon. In dieser Zeit entstanden die Lieder für Lukas Meisters viertes Album Leuchten (2019).
Es folgten mehrere Tourneen, bei denen er teilweise von Matthias Kasparick an Kontrabass und Keyboard begleitet wurde.
Auf Sarah Leschs Album Da Draußen (2017) wirkte er als Studiomusiker mit. Unter anderem spielte er beim Titelsong Akustik-Gitarre.
Auf Sarah Leschs Album Der Einsamkeit zum Trotze (2020) wirkte er bei mehreren Stücken als Texter mit und komponierte die Musik zu dem Titel Schwenkgrill. Mit der Berliner Autorin Susanne M. Riedel gründete er 2024 das Duo Riedel & Meister.

## Preise und Wettbewerbe (Auswahl)
- 2012: Lied.gut-Acoustic Slam Freiburg (1. Platz)
- 2012: Troubadour Chanson&Liedwettbewerb (2. Platz)
- 2013: Chansonpreis Sulzbach (2. Platz)
- 2013: Endrunde Playlive Baden-Württemberg
- 2014: Nominierungen für Popcamp und Förderpreis der Liederbestenliste
- 2015: Endrunde Deutscher Chansonpreis Hamburg
- 2019: Walther-von-der-Vogelweide-Preis (Verliehen bei „Songs an einem Sommerabend“)
- 2019: Nominiert für den Preis der Deutschen Schallplattenkritik mit dem Album Leuchten
- 2022: Longlist Bestenliste Preis der Deutschen Schallplattenkritik mit dem Album Lieder für vor, während und nach der Apokalypse[15]
- 2024: 1. Platz beim Jahresfinale des Songslam Neukölln im Heimathafen

## Diskografie
- 2005: Flapjack Maybe Tomorrow (Album; Texte und Musik)
- 2008: RockRainer 80er Actionfilm (Album + DVD; Bass und Komposition)
- 2008: Leongolden On the go (Album; Gitarre)
- 2009: RockRainer Dance Dance Dance (EP; Komposition)
- 2010: RockRainer Elektrorummelplatz (EP; Komposition)
- 2013: RockRainer Vermutlich komm ich nie wieder (EP; Bass und Komposition)
- 2013: Lukas Meister Es läuft ganz gut (Single; Text und Musik, Gesang, Gitarre)
- 2013: Lukas Meister Wanderjahre (Album; Text, Musik, Produktion)
- 2014: Das Leben, das / Der Mannschaftsbus vom FC Bayern (Single, Text, Musik, Produktion)
- 2016: Lukas Meister Gold.Zeit.Raketen (Album; Text, Musik, Produktion)
- 2019: Lukas Meister  Leuchten (Album; Text, Musik, Produktion)
- 2020: Lukas Meister  Das letzte Stück (Single; Text, Musik, Produktion)
- 2022: Lukas Meister Lieder für vor, während und nach der Apokalypse (Album; Text, Musik, Produktion) Gefördert durch die GVL im Rahmen der Initiative Neustart Kultur
- 2023: Lukas Meister Schneeflocken im Sommer  (Album; Text, Musik, Produktion)

### Samplerbeiträge
- 2008: Freiburg Tapes Volume 4 – Jazzhaus Records – Track: Beweg! (RockRainer)
- 2009: Volkswagen Sound Foundation-Compilation – Track: Weg von hier (RockRainer)
- 2010: audiosurf – die besten Bands im Netz! Special-Edition zur Musikmesse 2010 – Track: Weg von hier (RockRainer)
- 2012: Troubadour CD/DVD 2012 – Track: Radio Münchhausen
- 2015: Freiburg Tapes Volume 7 – Jazzhaus Records – Track: Das Leben, das
- 2017: Hamburger Küchensessions #4 – Track: Golden (CD2)
- 2020: Lieder gegen die Einsamkeit – Track: Selbstgespräch